# همشایر (تگزاس)
همشایر (به انگلیسی: Hamshire) یک منطقهٔ مسکونی در ایالات متحده آمریکا است که در تگزاس واقع شده‌است. همشایر ۶٫۱ متر بالاتر از سطح دریا واقع شده‌است.